# بيل جاكسون (لاعب كرة قاعدة)
بيل جاكسون (بالإنجليزية: Bill Jackson)‏ هو لاعب كرة قاعدة أمريكي، ولد في 4 أبريل 1881 في بيتسبرغ في الولايات المتحدة، وتوفي في 24 سبتمبر 1958 في بيوريا في الولايات المتحدة.

## وصلات خارجية
- بيل جاكسون على موقعبيزبول رفرنس.كوم (الدوري الرئيسي) (الإنجليزية)
- بيل جاكسون على موقعبيزبول رفرنس.كوم (الدوري الثانوي) (الإنجليزية)